# Ptecticus okinawaensis
Ptecticus okinawaensis är en tvåvingeart som beskrevs av Ouchi 1940. Ptecticus okinawaensis ingår i släktet Ptecticus och familjen vapenflugor. Inga underarter finns listade i Catalogue of Life.